# Radu Troi
Radu Troi (n. 12 iunie 1949) este un fotbalist român, retras din activitate.